# Гундинское сельское поселение
Се́льское поселе́ние «Гундинское» (бур. Гундын hомон) — муниципальное образование в Еравнинском районе Бурятии Российской Федерации.
Административный центр — посёлок Гунда.

## История
Статус и границы сельского поселения установлены Законом Республики Бурятия от 31 декабря 2004 года № 985-III «Об установлении границ, образовании и наделении статусом муниципальных образований в Республике Бурятия»

## Население
| 2002  | 2011  | 2012  | 2013  | 2014  | 2015  | 2016  |
| ----- | ----- | ----- | ----- | ----- | ----- | ----- |
| 1436  | ↘1271 | ↘1267 | ↘1242 | ↘1213 | ↘1176 | ↘1134 |
| 2017  | 2018  | 2019  | 2020  | 2021  | 2023  | 2024  |
| ↘1093 | ↘1079 | ↘1061 | ↘1040 | ↘961  | ↘950  | ↘923  |

## Состав сельского поселения
| № | Населённый пункт | Тип населённого пункта          | Население |
| - | ---------------- | ------------------------------- | --------- |
| 1 | Гунда            | посёлок, административный центр | #Н/Д      |